# Ouimetoscope
Le Ouimetoscope fut la première salle de cinéma exclusivement consacrée au cinéma au Canada,,.
Construite à partir d'un cabaret converti, la salle est inaugurée le 1er janvier 1906 au coin des rues Sainte-Catherine et Montcalm et offrait 500 places et un petit écran. Elle a ensuite été démolie pour être remplacée par une salle de 1 200 places équipée de l'air climatisé.
Pendant 18 ans, le Ouimetoscope est l'endroit par excellence à Montréal autant pour le cinéma français, le cinéma américain et le cinéma québécois qui était toujours accompagné de performances par des musiciens sur place. 
L'édifice actuel ou se tenait le Ouimetoscope est situé dans l'actuel Village gai de Montréal.  

## Histoire

### Cabaret
Encouragé par le succès qu'il obtenait avec les projections de son « cinétoscope » en 1904, l'ingénieur électrique Léo-Ernest Ouimet investit toutes ses économies (75$) dans la réfection d'un théâtre de cabaret connaissant peu de succès au centre-ville de Montréal afin de le convertir en salle de cinéma de 500 places. Il nomme la salle « Ouimetoscope »,,,.

### Première salle de cinéma au Canada

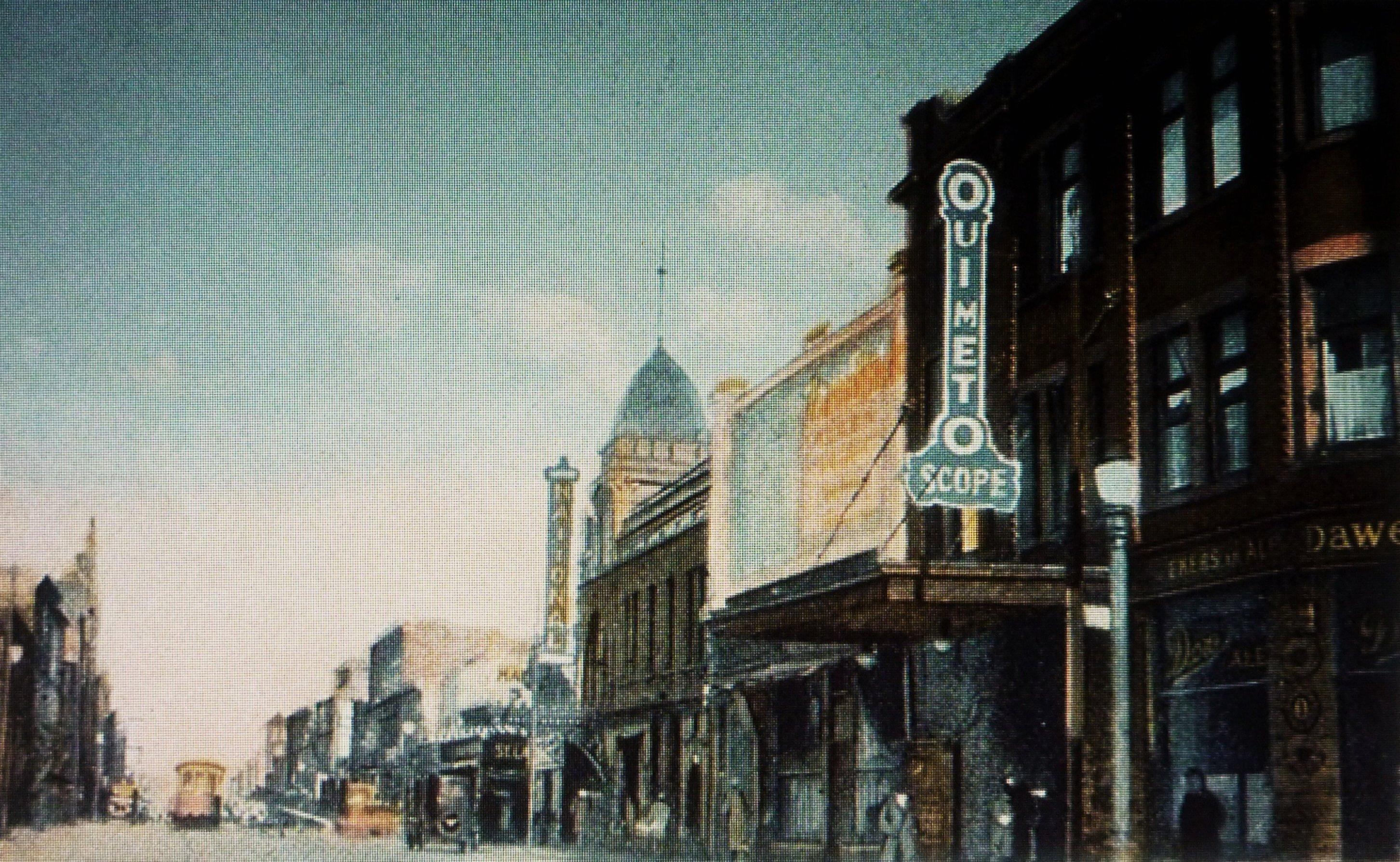
Deuxième salle du Ouimetoscope vers 1910 avec le théâtre National en arrière-plan

Malgré son petit écran, le Ouimetoscope fait accourir les foules à chaque représentation. 
Un an plus tard, Ouimet réinvestit ses profits et construisit une nouvelle salle de 1 200 places équipée de sièges confortables et de l'air climatisé qui était extrêmement rare à l'époque. Malgré le très grand luxe de l'endroit, le prix des places allant de 0,10$ à 0,50$ permettait aux gens des classes sociales plus pauvres d'assister aux représentations (dans une section séparée),. 
La programmation incluait des productions québécoises, incluant celles de Ouimet, de même que des productions originales françaises et des productions américaines en version traduite. En 1922, des problèmes financiers forcèrent Ouimet à vendre la salle de cinéma qui ferma ses portes deux ans plus tard.

### Réouverture temporaire
En 1967, le cinéma « Le Canadien » qui occupait le même local reprit le nom Ouimetoscope où étaient présentés des films de répertoire jusqu'en 1993 lorsqu'il fut abandonné. Une plaque honorant la mémoire de Léo-Ernest Ouimet et sa salle de cinéma sont tout ce qui en reste aujourd'hui.

### De nos jours
De 2011 à 2013, l'immeuble est reconstruit à neuf. Il abrite désormais un restaurant au rez-de-chaussée et des logements.